# Les Grands Squelettes
Pour plus de détails, voir Fiche technique et Distribution.
Les Grands Squelettes est un film français réalisé par Philippe Ramos et sorti en 2019. 
Il a été présenté en avant-première au Festival international de cinéma de Marseille 2018.

## Fiche technique
- Titre : Les Grands Squelettes
- Réalisation : Philippe Ramos
- Scénario : Philippe Ramos
- Costumes : Marie-Laure Pinsard
- Son : Matthieu Deniau, Philippe Grivel
- Montage : Philippe Ramos
- Production : Matthieu Deniau, Philippe Grivel, Gaël Teicher
- Société de production : Studio Orlando et La Traverse
- Sociétés de distribution : Alfama Films
- Pays d'origine :  France
- Langue originale : français
- Son : 5.1
- Durée : 70 minutes
- Dates de sortie :
  - France : juillet 2018 (FIDMarseille) et 10 avril 2019 (sortie nationale)

## Distribution
- Denis Lavant
- Melvil Poupaud
- Jean-François Stévenin
- Jacques Nolot
- Françoise Lebrun
- Jacques Bonnaffé
- Lise Lamétrie
- Anne Azoulay
- Mélodie Richard
- Alice de Lencquesaing
- Hovnatan Avédikian
- Pauline Acquart
- Rémy Adriaens